# Bonnie Morgan
Bonnie Morgan es una contorsionista y actriz estadounidense.

## Carrera
Creció en una familia artistas de circo y es hija del actor de Gary Morgan.  Ella ha aparecido en los muchas conocidas películas como Piraña 3D, Informe de Minoría, Noche de miedo y ha aparecido en el corto Lucha hermandad almohada (junto a Michelle Rodriguez). Asimismo, proporcionó acrobacias en Hellboy 2: el ejército dorado, por la que fue nominada a los Premios del Sindicato de Actores a la mejor interpretación por un truco de reparto en una película, y en la película de terror Con el diablo adentro.  Ella actuó en este varios sitios publicitarios y tiene un récord registrado en el Libro Guinness de los Récords, tras haber pasado alrededor de tres minutos con dos personas en una caja de dos.

## Filmografía seleccionada
| año  | título                                   | Papel                                    | Notas           |
| ---- | ---------------------------------------- | ---------------------------------------- | --------------- |
| 1990 | Lenny                                    | Niñita                                   | 1 Episodio      |
| 1992 | Salto cuántico                           | Cindy                                    | 1 Episodio      |
| 1992 | Flor                                     | Katherine                                | 1 Episodio      |
| 1994 | Hermana Hermana                          | Contorsionista                           | 1 Episodio      |
| 1994 | La niñera                                | Brooke                                   | 1 Episodio      |
| 1995 | La magia del Oso de Oro: Goldy III       | Jessie                                   |                 |
| 1996 | Dr. Quinn                                | Rosemary Hart                            | 1 Episodio      |
| 1996 | Paso Un paso                             | Tina                                     | 1 Episodio      |
| 2000 | Como el Grinch robó la Navidad           | Pudín Cabeza Quién                       | Cameo           |
| 2001 | CSI                                      | Alice Neely                              | 1 Episodio      |
| 2001 | Muchacho de la burbuja                   | Mujer de goma                            |                 |
| 2002 | Más salvaje furgoneta                    | Torcido Auditioner                       |                 |
| 2002 | Providencia                              | Contorsionista                           | 1 Episodio      |
| 2002 | Informe de Minoría                       | Contorsionista                           |                 |
| 2005 | George Lopez                             | Contorsionista                           | 1 Episodio      |
| 2005 | The Ring Two                             | Samara Morgan                            | Sólo acrobacias |
| 2005 | El Suite de Vida de Zack y Cody          | contorsionista                           | 1 Episodio      |
| 2008 | Mente de Mencia                          | Ashley Olsen                             | 1 Episodio      |
| 2008 | Terminator: Las Crónicas de Sarah Connor | Rosie                                    | 1 Episodio      |
| 2010 | Castillo                                 | Sophie Ronson                            | 1 Episodio      |
| 2010 | Piraña                                   | Sorority Chica (tubo interior)           | Cameo           |
| 2010 | Ningún ordinaria es una familia          | Empleado de la tienda                    | 1 Episodio      |
| 2011 | Desvergonzado                            | Teresa                                   | 1 Episodio      |
| 2011 | Noche de sustos                          | Vampiresa # 1                            | Cameo           |
| 2011 | Lucha hermandad almohada                 | Beth                                     | Corto           |
| 2012 | Con el diablo adentro                    | Rosa                                     |                 |
| 2014 | Clínica de miedo                         | Paige                                    |                 |
| 2016 | Acosado                                  | Abuela                                   |                 |
| 2017 | Rings                                    | Samara Morgan                            |                 |
| 2017 | Bedeviled                                | Abuela                                   |                 |
| 2017 | A Series of Unfortunate Events           | Colette (fenómeno del Carnaval Caligari) | 3 episodios     |
| 2021 | American Horror Stories                  | Kayako Saeki                             | 2 episodios     |